# Stochomys longicaudatus
Stochomys longicaudatus  (Tullberg, 1893) è l'unica specie del genere Stochomys (Thomas, 1926), diffusa nell'Africa centrale.

## Descrizione

### Dimensioni
Roditore di piccole dimensioni, con lunghezza della testa e del corpo tra 132 e 155 mm, la lunghezza della coda tra 191 e 230 mm, la lunghezza del piede tra 27 e 34 mm, la lunghezza delle orecchie tra 17 e 23 mm e un peso fino a 102 g.

### Caratteristiche craniche e dentarie
Il cranio è grande e robusto e presenta le creste sopra-orbitali ben sviluppate. Gli incisivi superiori sono spessi ed opistodonti, ovvero con le cuspidi rivolte verso l'interno della bocca. I molari presentano cuspidi parzialmente laminate.
Sono caratterizzati dalla seguente formula dentaria:

### Aspetto
La pelliccia è lunga e ispida. Dei lunghi peli neri fuoriescono dal sotto-pelliccia, in maniera tale da sembrare delle freccette conficcate in un bersaglio, da cui il nome comune inglese di target rat, ovvero ratto bersaglio. Il colore delle parti superiori è bruno-rossiccio, più grigio sui fianchi, mentre le parti ventrali sono grigio-biancastre. La testa è grande e larga, gli occhi sono grandi, le vibrisse sono lunghe. Le orecchie sono grandi, rotonde, grigie scure e cosparse di pochi peli corti. Il pollice è notevolmente ridotto ed è munito di un'unghia appiattita. La coda è più lunga della testa e del corpo, è uniformemente grigio scura ed è ricoperta di pochi piccoli peli e di scaglie minute. Le femmine hanno un paio di mammelle pettorali e 2 paia inguinali.

## Biologia

### Comportamento
È una specie notturna e terricola o parzialmente arboricola. Individui in cattività costruiscono nidi sferici con steli intrecciati.

### Alimentazione
Si nutre di frutta, di varie parti di vegetali ed occasionalmente di insetti.

### Riproduzione
Si riproduce durante tutto l'anno. Danno alla luce 1-4 piccoli alla volta.

## Distribuzione e habitat
Questa specie è diffusa nell'Africa centrale.
Vive nelle foreste pluviali primarie e secondarie di pianura e nelle aree paludose e densamente ricoperte di vegetazione. È stata osservata anche nelle piantagioni di Palme da olio e di Banane.

## Conservazione
La IUCN Red List, considerato il vasto areale e la popolazione numerosa, classifica S.longicaudatus come specie a rischio minimo (Least Concern).

## Tassonomia
Sono state riconosciute due sottospecie:
- S.l.longicaudatus: Togo, Benin, Nigeria, Camerun e Repubblica Centrafricana meridionali, Rio Muni; Gabon, e Congo settentrionali;
- S.l.ituricus (Thomas, 1915): Repubblica Democratica del Congo e Uganda occidentale.

Questo genere è considerato da diversi autori un sottogenere di Aethomys.